# Julie Aagaard
Julie Aagaard, även känd som Kill J, född 2 april 1981, är en dansk låtskrivare.

## Diskografi

### Album
- 2019 – Superposition.

### EP
- 2016 – Quasi (No3).

### Singlar
- 2014 – Bullet (Sound Of Copenhagen/No3).
- 2014 – Cold Stone (Sound Of Copenhagen/No3).
- 2015 – Propaganda (Sound Of Copenhagen/No3).
- 2015 – You're Good But I'm Better (No3).
- 2016 – Trickle Trickle (No3).
- 2017 – Barbie Girl (No3).
- 2017 – Gravity (No3).
- 2018 – Strange Fruits Of The Sea (No3).
- 2018 – Dead Weight Soldier (No3).
- 2019 – Silver Spoon (No3).
- 2019 – Addicted (No3).
- 2019 – Moon Sick (No3).
- 2022 – New Beginning (Raske Plader), tillsammans med Rumpistol.

## Låtar
- 2014 – Bullet, skriven tillsammans med Lennart Rasmussen.
- 2014 – Cold Stone, skriven tillsammans med Lennart Rasmussen.
- 2015 – Propaganda, skriven tillsammans med Nichlas Malling och Viktor Heidelbach Hagner.
- 2015 – You're Good But I'm Better, skriven tillsammans med Rami Dawod.
- 2016 – Trickle Trickle, skriven tillsammans med Alexander Kristian Flockhart och Mads Christian Damgaard Christensen.
- 2016 – Back Home.
- 2016 – Coda.
- 2016 – Mama Taught Me Well.
- 2017 – Barbie Girl, skriven tillsammans med Claus Norreen, Johnny Pedersen, Karsten Dahlgaard, Lena Nystrøm, René Dif och Søren Rasted.
- 2017 – Gravity.
- 2017 – You Have Another Lover.
- 2018 – Strange Fruits Of The Sea.
- 2018 – Dead Weight Soldier, skriven tillsammans med Liam Howe.
- 2019 – Silver Spoon, skriven tillsammans med Liam Howe.
- 2019 – Addicted.
- 2019 – Moon Sick, skriven tillsammans med Liam Howe.
- 2022 – New Beginning, skriven tillsammans med Jens Berents Christiansen.

### Eurovision Song Contest
- 2022 – I Am What I Am med Emma Muscat, skriven tillsammans med Dino Medanhodžić, Emma Muscat och Stine Kinck.

### Melodifestivalen
- 2022 – The End med Angelino, skriven tillsammans med Angelino Markenhorn, Thomas Stengaard och Melanie Wehbe.
- 2022 – Run to the Hills med Klara Hammarström, skriven tillsammans med Klara Hammarström, Jimmy Thörnfeldt och Anderz Wrethov.
- 2023 – Comfortable med Eden, skriven tillsammans med Benjamin Rosenbohm, Eden Alm och Emil Adler Lei.
- 2024 – When I'm Gone med Maria Sur, skriven tillsammans med Anderz Wrethov, Jimmy Thörnfeldt och Maria Sur.
- 2024 – Dragon med LIAMOO, skriven tillsammans med Anderz Wrethov, Jimmy Thörnfeldt och LIAMOO.
- 2025 – 24K Gold med Malou Prytz, skriven tillsammans med Malou Prytz, Jimmy Thörnfeldt och Anderz Wrethov.